# Карнавал на Виареджо
Карнавалът на Виареджо се счита за един от най-важните карнавали в Италия, Европа и света. Той се провежда всяка година в тосканския град Виареджо.
Алегоричните коли, които са сред най-големите в света, с височина от 20 до 30 метра и ширина 12 метра, дефилират по крайбрежната алея на града. Чрез сатирата те се обръщат към големите теми от съвременния живот: от националната и международната политика до околната среда и обществото. 

## История на карнавала във Виареджо
Традицията на парада на алегорични коли (първоначално колесници) във Виареджо датира от 1873 г., а идеята за парад на Дебел вторник през 1873 г. се ражда на масите на Кафене „Казино“, открито четиридесет години по-рано. В края на века се появяват триумфални колесници – истински паметници, изградени от дърво, канарено семе и юта, моделирани от скулптори и сглобени от дърводелци и ковачи, които в квартал „Дарсена“, на доковете на корабостроителниците, знаят как да създават необикновени творби.
Първата световна война води до военна пауза, която продължава шест години. Събитието е възобновено през 1921 г. и колите дефилират по двете крайбрежни алеи.
През 1921 г. е изпята първата официална песен, известна като „Coppa di Champagne“ („Чаша с шампанско“), настоящият химн на карнавала, композирана от музиканта Ичилио Садун с текст на Лелио Мафей. През тази година за първи път и колите оживяват от звука на музиката, защото групата намира място на борда на конструкцията, озаглавена „Сватбата на Тонин ди Бурио“ от Гуидо Барони, която представлява сватбеното тържество в гумното на селска къща. Две години по-късно колата на Пиеро е първата маска, която движи главата и очите си. През 1925 г. художникът Антонио Д'Арлиано изобретява техниката за отливката от  хартия, която оттогава позволява колосални конструкции. През 1930 г. Уберто Бонети създава Бурламако: символът на маската на Виареджо, който в плаката от 1931 г. се появява в компанията на Ондина, къпеща се – символ на летния сезон. От самото начало (1954 г.) новосформираната първо Rai, а след това и Евровизия (1958 г.) освещават великото събитие, пренасяйки Виареджо и карнавала навсякъде по ефира.
Първият квартален карнавал в Дарсена се провежда на 20 февруари 1971 г. .
Днес карнавалът във Виареджо е международно признато събитие. Всяка година парадите на алегоричните коли се провеждат в периода от края на януари до началото на март и в тях участват над 600 000 зрители. От 1994 г. празненствата са удължени до първата неделя на Великия пост.

## Папиемаше
Папиемаше е смес, съставена основно от вода, лепило, гипс и хартия ; производственият процес започва със създаването на глинен модел. Чрез отливането на гипс върху този модел се получава негативът на отливката, вътре в който се нанасят хартиените ленти, предварително накиснати в смес от вода и лепило. Благодарение на този материал водачите на коли могат да оформят много големи маси и обеми, а благодарение на лекотата на празните форми колата е грандиозна самоходна конструкция. След това лентите се залепват към отливката, която след това се нуждае от много часове, за да изсъхне.
След това изработката от папиемаше се отстранява и след изглаждане с шкурка се извършва декорацията с акрилни или темперни бои, които се покриват с допълнителен защитен лъскав лак. Първата кола от папиемаше е направена във Виареджо през 1925 г.: „Рицарите на карнавала“ от Антонио Д'Арлиано. 
Един от големите признати съвременни майстори на папиемаше е Арналдо Гали, който, заедно с брат си Ренато и Силвано Аванцини, си сътрудничат в конструирането на реквизита във филмите на Федерико Фелини като Казанова и Бокачо '70, изграждайки Анита Екберг от огромни размери. Маски от папиемаше на майсторите от Виареджо са декор на церемонията по откриването на Световната купа Италия '90 и церемонията по закриването на XX зимни олимпийски игри .

## Цитадела
Карнавалната цитадела е най-големият тематичен парк в Европа, посветен на маските. Намира се в северната част на града. 16-те хангара, в които са изградени колите и маскарадите, гледат към големия елипсовиден площад, кръстен на маската Бурламако. Открита е на 15 декември 2001 г. по проект на Франческо Томаси .
През 2017 г. е открито изложбеното пространство „Еспас Жилбер“, в което са изложени елементи от великите коли от миналото. През 2019 г. е тържествено открит партерът на новото оформление на Карнавалния музей. Чрез художествените свидетелства от 1500 г. до 1873 г. е разказан „обърнатият свят", характерен за карнавалните празненства в Европа. Вместо това първият етаж разказва историята на карнавала във Виареджо чрез селекция от оригинални модели и скици. В Цитаделата има и работилници за папиемаше, където деца и възрастни могат да научат техниките на обработка.
През лятото на 2020 г. е създаден графичният проект на гигантски стенописи върху вратите на хангарите на колите, подписан от архитекта Паоло Риани и създаден от ATI, временната асоциация на пет занаятчийски компании от карнавала във Виареджо. Пълна трансформация на площад „Бурламако“, в центъра на Цитаделата, който се идентифицира още повече в агората на изкуството, чрез голяма временна изложба, на която да се възхитиш само „тук и сега“, точно в смисъла на духа на карнавала. Голяма изложба на открито с шестнадесет детайла от най-красивите плакати в историята на Карнавала, изрисувани върху фасадите на складовете, в които се помещават алегоричните коли и музейния хангар, на обща площ от 2000 м2. На 16 февруари 2021 г. (Дебел вторник) е тържествено открит новият Исторически архив на втория етаж в музейната част, посветен на консервацията на оригинални документи и скици.

## Карнавал и изкуство
Връзката между карнавала във Виареджо и изкуството винаги е била много тясна, както се вижда от многобройните приноси на художници, включително Лоренцо Виани, Ренато Сантини, Уберто Бонети, Серджо Стаино, Дарио Фо и Жан-Мишел Фолон. Лоренцо Виани, известен художник от Виареджо, който пише осветителни страници за Карнавала, активно допринася през 1911 г. за създаването на колата „Триумфът на живота“ от Доменико Гизели, за който има доказателство за украсата с галерия от алегорични фигури върху базовите панели.
Ренато Сантини, друг художник от града, се доближава до света на папиемашето през 1924 г., по повод подготовката на маски за карнавала във Виареджо; той създава многобройни коли, започвайки от 1947 г. („Teatro della vita“) до 1956 г. с колата „A tempo di mambo“.
Сред най-новите подписи е този на носителя на Нобелова награда Дарио Фо,  който си сътрудничи с Умберто и Стефано Чинкуини, които описват бруталността, която войната причинява на децата при създаването на тяхната вдъхновена кола; този на белгиеца Жан-Мишел Фолон, който подписва официалния плакат за Карнавала през 2000 г. с известните си пастелни цветове.

## Празник и традиция
Целият карнавал е придружен от балове и маскарадни партита, които имат древен произход, много преди раждането на маскарадни курсове. През 20-те години на миналия век са били известни "цветните" балове – партита, на които жените е трябвало да носят рокля в посочените цветове, докато мъжете са носели смокинги, а декорациите, конфетите и лентите са били в предписаните цветове. Места като Принчипе ди Пиемонте, хотел „Роял“ и Кафене „Шантан Маргерита сула Паседжата“ са били идеалното място за този тип партита и именно на последното място традицията на костюмираните балове започва през 1932 г. с „напудрения танц на XVIII век ". През следващите години се помнят баловете на Стампа, на Червения кръст и на Лайнънс Клуб Интернешънъл, последните две – сдружения с нестопанска цел, които често и с желание участват активно в живота на карнавала и до днес. Днес баловете са квартални тържества през уикендите на маскарадни паради на брега на морето. Те са улични партита, придружени с музика, маски и много забавления.

## Квартали
Едновременно с карнавалния период в градските квартали се провеждат кварталните празненства на карнавала на Виареджо. Тези партита са най-популярната част от карнавала във Виареджо. Цели квартали през празничните уикенди се превръщат в дансинги на открито, където може да се танцува свободно с маски, но също така да се вечеря, докато се насладиш на традиционните ястия от традицията на Виареджо (започвайки от 19:00 часа). По-специално, кварталите „Марко Поло“ и „Дарсена“ организират нощните партита, които организират петте нощи на Карневал Дарсена от 1970 г. насам.

## Карнавален музей
Карнавалният музей разказва света с главата надолу и историята на изкуството за изграждане на алегорични апарати. На приземния етаж книжарницата и времевата линия с художествените свидетелства на карнавала в Европа от 1500 до 1873 г. На първия етаж историята на карнавала във Виареджо чрез модели на коли, оригинални скици и елементи на самите коли. Музеят е завършен с Еспас Жилбер, където в допълнение към голямата 13-метрова балерина, която спечели през 2004 г., има части от коли от миналото.

## Световен младежки футболен турнир
По време на карнавалния период едно от основните събития е и младежкият футболен турнир „Купа на карнавала“, известен още като турнир „Виареджо“, роден през 1949 г. по инициатива на CGC Viareggio. Първоначалното вдъхновение датира от 1948 г., когато имаше градски турнир, включващ десет отбора, представляващи четири клуба и шест бара. От първото издание турнирът се характеризира като "под 21 г." и с течение на времето придобива все по-голям престиж на международно ниво с пристигането на извънконтинентални отбори във Виареджо. През 1978 г. отбор от Пекин участва в турнира и това представлява първият спортен контакт на комунистически Китай със Западна Европа. Отборите, спечелили най-много издания, са Милан и Фиорентина с по 8 триумфа.